# Neobisium agnolettii
Espèce
Neobisium agnolettii est une espèce de pseudoscorpions de la famille des Neobisiidae.

## Distribution
Cette espèce est endémique de Turquie. Elle se rencontre dans les provinces de Konya et d'Antalya.

## Publication originale
- Beier, 1973 : Beitrage zur Pseudoscorpioniden-Fauna Anatoliens. Fragmenta Entomologica, vol. 8, no 5, p. 223-236.